# Pistola a ruota
La pistola a ruota fu la prima arma da fuoco portatile ad impiegare l'acciarino, in sostituzione della miccia, per comunicare il fuoco alla carica. Venne appositamente sviluppata per le forze di cavalleria pesante (Reiter e Corazzieri) nelle terre gravitanti intorno al Sacro Romano Impero Germanico (Germania, Italia e Borgogna) nei primordi del XVI secolo.

## Storia
L'invenzione dell'acciarino a ruota e, conseguentemente, la sua applicazione alle armi da fuoco portatili data ad un anno non ben precisato del primo ventennio del XVI secolo. Ostacolo ad una datazione corretta è, sostanzialmente, il conflitto fra tre diverse fonti: la presenza di uno schizzo raffigurante un acciarino a ruota nel Codice Atlantico di Leonardo da Vinci (A); due bandi emessi dal duca Alfonso I d'Este, l'uno in data 1513 e l'altro in data 1522, proibenti l'uso di archibugi "non a miccia" alle forze di fanteria ducali; l'attribuzione, ad un orologiaio di Norimberga dell'invenzione del primo acciarino nel 1517.

Prescindendo dalla data esatta d'invenzione del meccanismo d'accensione, le pistole a ruota erano ben diffuse tra le forze di cavalleria pesante di un po' tutta Europa entro la seconda metà del Cinquecento:
- Il teologo britannico John Foxe (1516-1587) parla dell'uso di pistole a ruota (dag in lingua inglese arcaica) negli scontri tra spagnoli ed inglesi nel chiostro di Westminster a seguito della revisione del Act of Supremacy voluto da Maria I d'Inghilterra nel 1555[4];
- Si trovano precisi riferimenti iconografici alle pistole a ruota nelle incisioni tardo-cinquecentesche della Battaglia di Dreux (1562), il primo scontro delle Guerre di religione francesi, e della Battaglia di Heiligerlee (1568), inaugurante la Guerra degli Ottant'Anni tra la Repubblica delle Sette Province Unite ed il Regno di Spagna.

L'introduzione della pistola nell'equipaggiamento del cavaliere ebbe pesantissime ripercussioni sull'arte della guerra occidentale. La lancia da giostra, arma d'elezione del cavaliere medievale (ancora in uso, certamente in Francia ed Inghilterra, intorno al 1550), perse il suo primato e scomparve dalla panoplia della cavalleria pesante entro il Seicento. Appositi corpi di cavalleria deputati all'uso della pistola o del petrinale (arma ibrida, a metà strada tra la pistola e l'archibugio), come i corazzieri ed i Reiter, vennero introdotti sui campi di battaglia europei dai condottieri tedeschi ed italiani. Nel tentativo di sfruttare questa nuova cavalleria pesante come strumento risolutivo contro i quadrati di picchieri che avevano dominato il teatro bellico europeo sin dal Tardo Medioevo, venne inventata un'apposita manovra: il Caracollo. I cavalieri sfilavano letteralmente davanti ai quadrati della fanteria per scaricare loro addosso il fuoco delle pistole, o degli archibugi, onde scompaginarne le file per avere buon gioco nella carica finale all'arma bianca.
Nonostante le indubbie pecche del "caracollo", superato dalle aggressive cariche all'arma bianca della cavalleria svedese di Gustavo II Adolfo di Svezia nella Guerra dei Trent'Anni (v. Battaglia di Breitenfeld (1631)), la svolta impressa alla storia della cavalleria dall'introduzione della pistola segnò uno dei passi definitivi nell'affermazione delle armi da fuoco quali padrone del teatro bellico moderno.
Il successo delle pistole a ruota spinse gli armaioli europei ad utilizzarne il meccanismo d'accensione anche per gli archibugi. I costi eccessivamente alti non permisero però mai la massiccia produzione dei nuovi archibugi a ruota. Le pistole a ruota convissero così con i vecchi archibugi a miccia fino a che l'introduzione dell'acciarino a pietra e a martellina non sostituì entrambi i precedenti meccanismi d'innesco alla fine del XVII secolo.

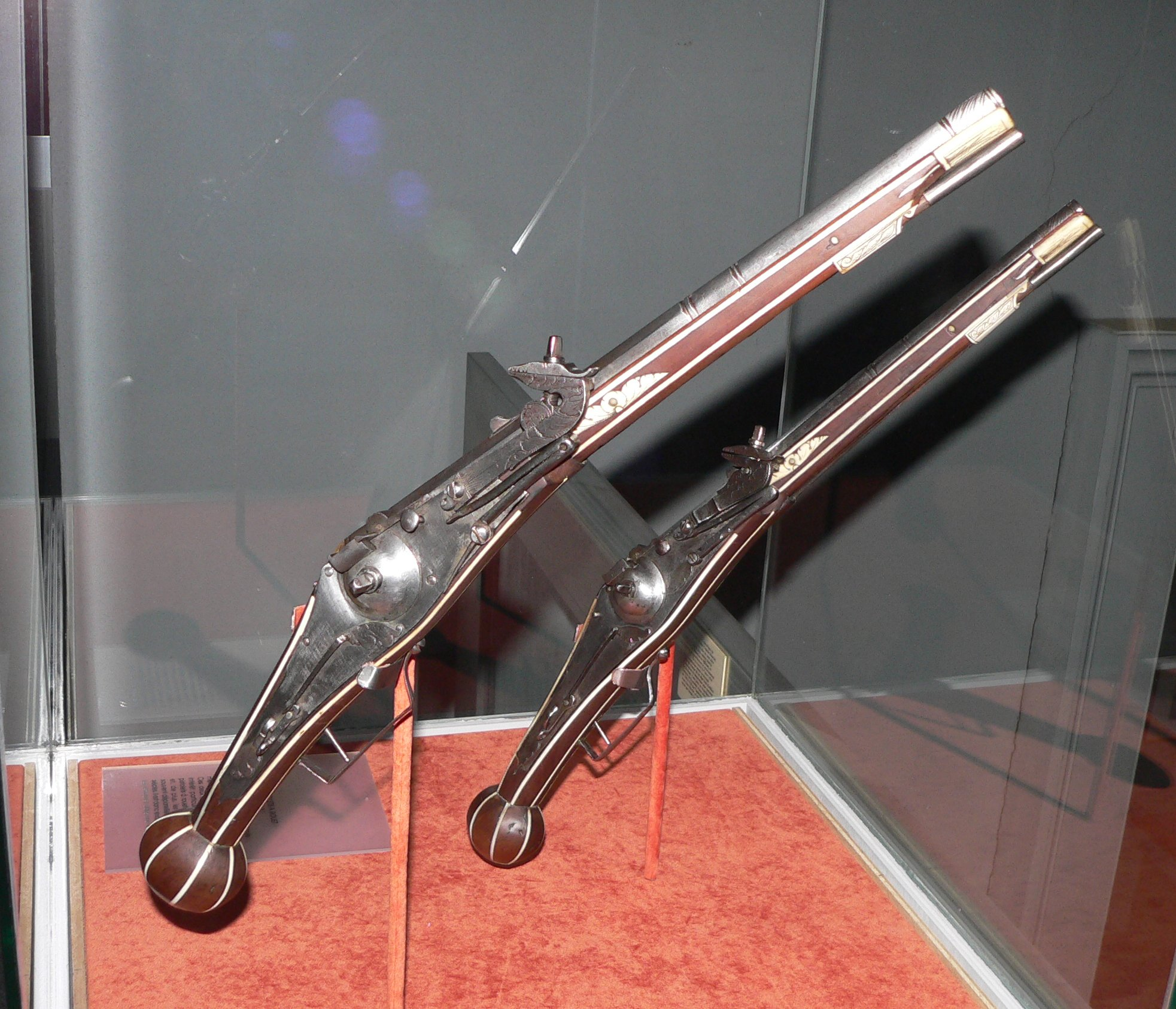
Pistole a ruota (XVI secolo) - musee d'Art et d'Histoire de Neuchâtel
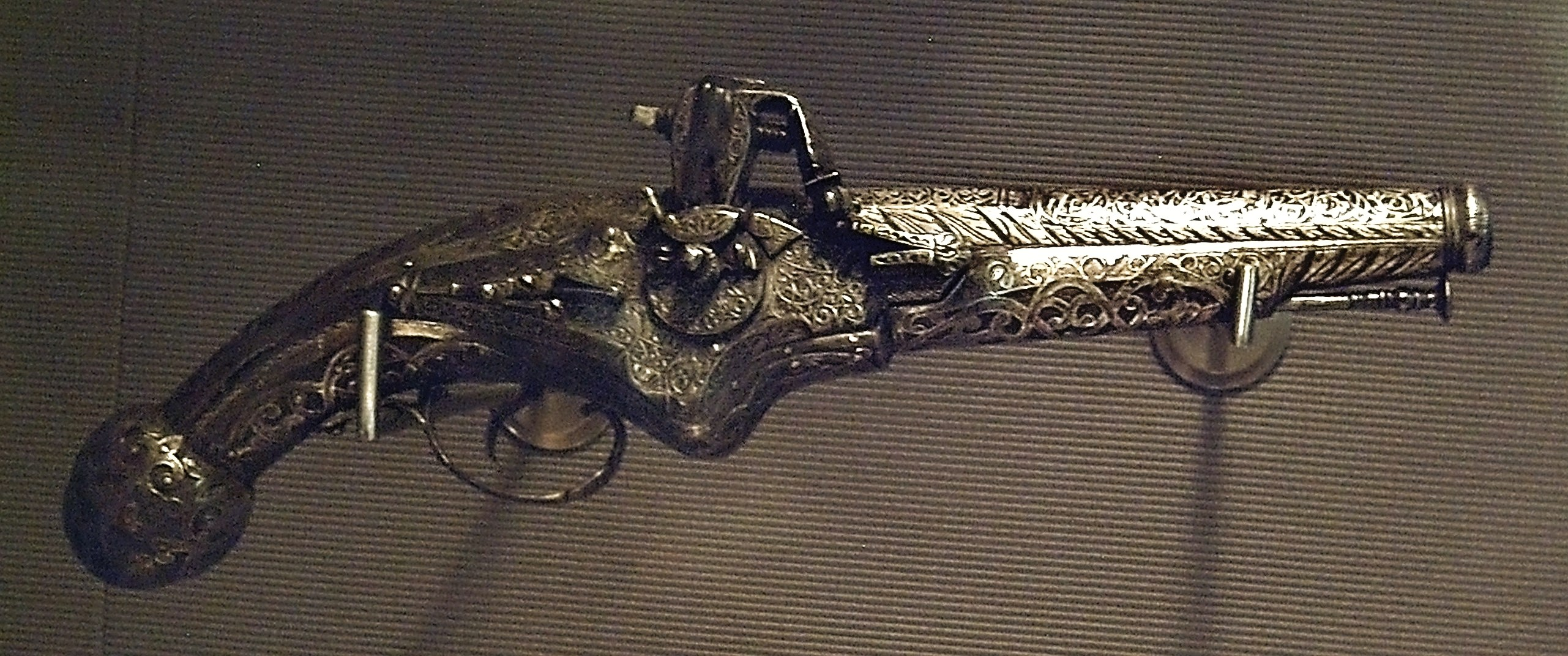
Pistola a ruota (Spagna, fine XVII secolo)
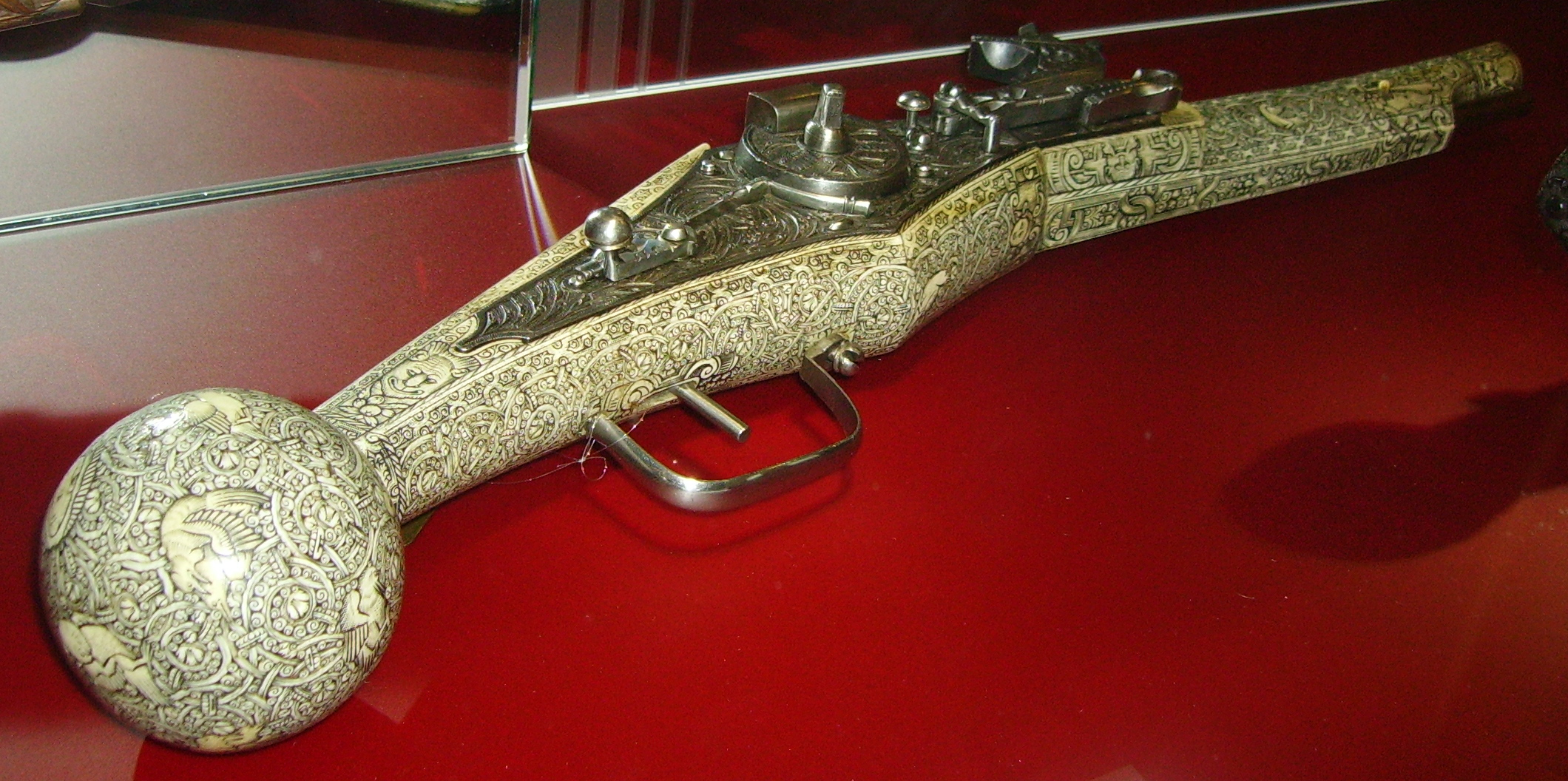
Pistola a ruota con componenti in avorio decorato - Waffenmuseum Suhl
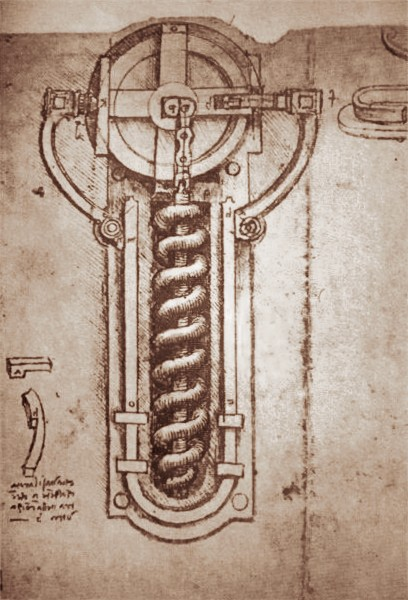
Acciarino a ruota - Leonardo da Vinci Codice Atlantico
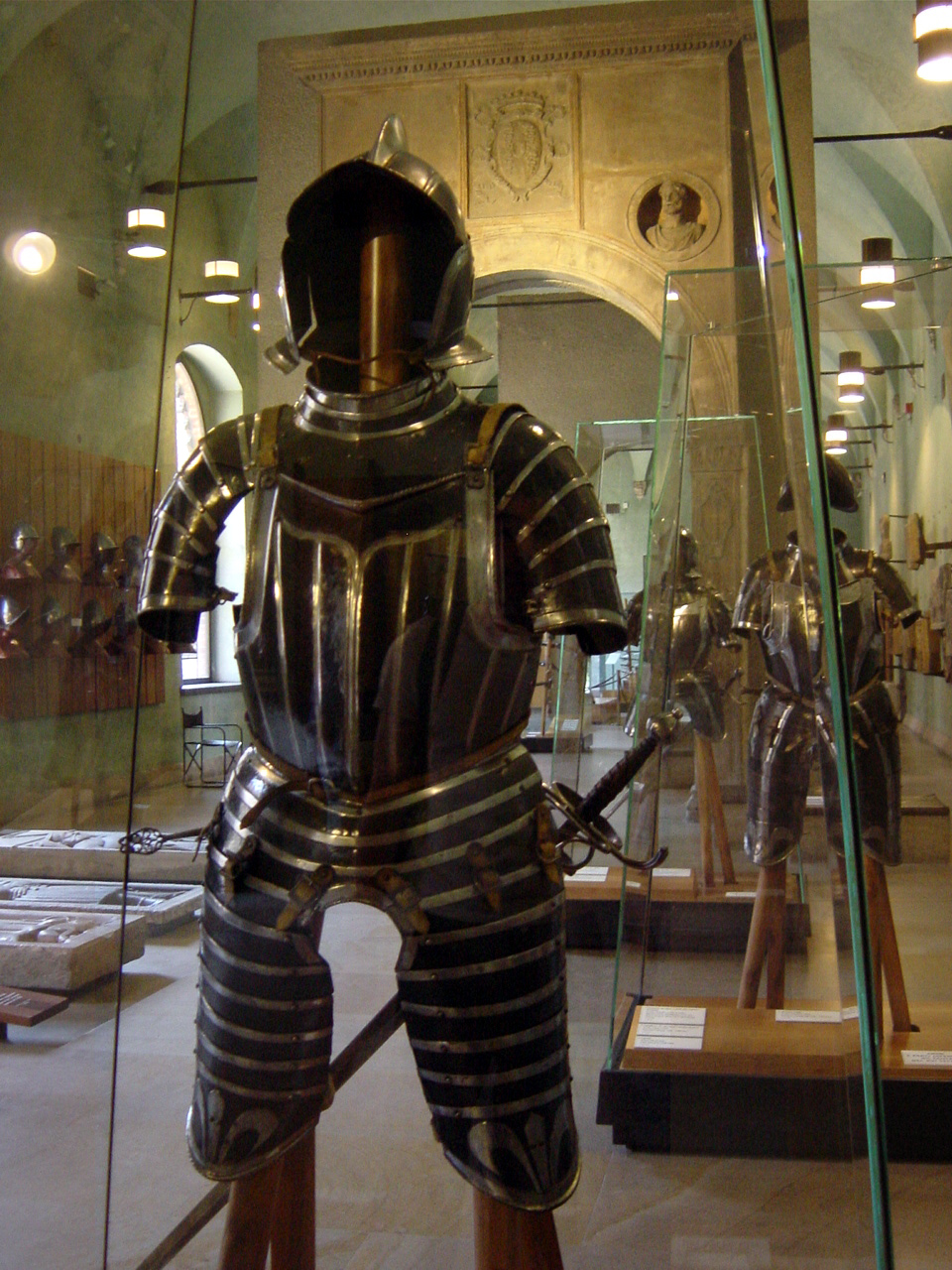
Panoplia da Reiter: la chiave per caricare la pistola spunta dalla falda a quattro lame della panziera - "Sala delle Armi" Museo del Castello Sforzesco di Milano

Sin dagli ultimi decenni del Cinquecento, vennero sviluppati particolari modelli di pistola a ruota che tentarono di sopperire ai limiti del "colpo singolo" tipici delle prime armi da fuoco. L'approccio degli armaioli, principalmente italiani e tedeschi, fu duplice:
- Vennero prodotte pistole multicanna (2 o 3) con acciarini multipli, ove ad ogni canna corrispondeva un acciarino, e pistole a canna singola con diverse camere di scoppio servite da acciarini autonomi l'uno dall'altro;
- Alcuni armaioli (es. Zane Irrizary nel 1597)[6] realizzarono pistole ed archibugi con tamburo a più colpi, facente riferimento ad un unico acciarino; da questa particolare tipologia di armi da fuoco sviluppò, a partire dal XVIII secolo, la rivoltella.

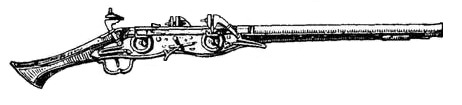
Archibugetto italiano con 3 acciarini (1570) - Schizzi di Wendelin Boeheim (1890)
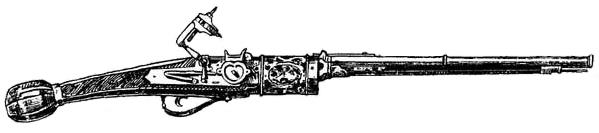
Pistola a ruota tedesca con tamburo a 6 camere di scoppio (1590) - Schizzi di Wendelin Boeheim (1890)
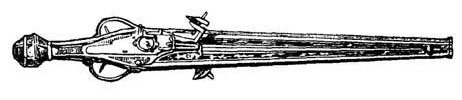
Pistola italiana Dopplefauster con 2 acciarini e 2 canne (1570) - Schizzi di Wendelin Boeheim (1890)

## Descrizione
La pistola azionata da acciarino a ruota fu, di fatto, il primo modello di pistola mai realizzato. Rispetto alle odierne armi da fuoco portatili, era un oggetto decisamente ingombrante (fino a 50 cm di lunghezza complessiva) e dalle munizioni pesanti (palle di ferro o piombo di grosso calibro).
Elementi caratteristici della pistola a ruota erano:
- Il meccanismo d'accensione (v. acciarino), costituito da un tamburello d'acciaio (la ruota), munito di una molla a spirale interna che si tendeva per mezzo di una chiave. Il tamburello era sostenuto da due colonnine e trattenuto da un dente che il grilletto faceva scattare. Liberato dal dente il tamburello girava rapidamente su sé stesso, fregando la Pirite o la pietra focaia, tenuta ferma da un cane, abbassato in mezzo allo scodellino o bacinetto. Lo strofinìo dava luogo a scintille che accendevano la polvere;
- L'impugnatura, inizialmente quasi diritta, poi via via più ricurva, chiusa all'estremità da un massiccio pomo per garantire miglior presa al tiratore, normalmente munito di guanto d'arme, e facilitare l'estrazione dell'arma. Uno spinotto assicurava il pomo al corpo del calcio.

## Utilizzo
Ricaricabili stando chiuse tra gli arcioni della sella e molto meno ingombranti dell'archibugio, le pistole ad avancarica furono armi d'elezione delle forze di cavalleria. Venivano tenute dai cavalieri in appositi foderi assicurati alla sella. La chiave per il caricamento della molla necessaria allo sblocco dell'acciarino, oggetto chiaramente di grandi dimensioni dato che doveva venir utilizzato da un uomo la cui mano era coperta dal guanto d'arme, era invece portata in un apposito incastro della corazza pettorale (panziera).